# Bessó malvat
El bessó malvat és un recurs utilitzat en la ficció (principalment en telenovel·les), ciència-ficció i literatura fantàstica. Sovint s'utilitza la paraula alemanya Doppelgänger per denominar aquests éssers.
Un bessó malvat és idèntic a un personatge existent en tots els aspectes llevat de dos: la moral invertida, la qual cosa en fa un malvat i les diferències d'aspecte estereotipades que acostumen a presentar.
Conceptes com la clonació, els universos paral·lels i els viatges a través del temps obren els portes a la possibilitat dels bessons malvats i la seva tendència a ser el pol oposat del que es magnifica.
Els bessons malvats permeten als escriptors d'establir una comparació entre els valors i les opinions dels seus personatges no amb altres personatges, sinó amb ells mateixos. Això obre un gran ventall de possibilitats perquè la base dels valors i la moral del personatge pot ser explorada per mitjà del mirall distorsionat del seu bessó. En cinema i televisió, el bessó malvat ofereix a l'actor la possibilitat de fer el mateix paper però amb una personalitat inversa.

## Orígens
Les semblances i diferències entre els bessons han fascinat al llarg del temps els escriptors. Potser l'exemple més antic d'aquesta idea és la història bíblica d'Abel i Caín (si bé no són bessons) en la qual un germà és la part gelosa de l'altre. El dualisme i el conflicte entre el bé i el mal són elements importants de la religió i de la mitologia.
Les arrels del concepte neixen amb la noció del Doppelgänger, un doble fantasma que porta mals presagis només amb la seva aparença. En aquest cas el bessó malvat és concret i interacciona físicament amb el món.

## Bessons malvats a la ficció

### Literaris
- La novel·la de Stephen King The Dark Half és sobre un bessó malvat.
- A la novel·la Star Wars The Last Command por Timothy Zahn, Luke Skywalker s'enfronta al seu clon del Cantó Obscur, Luuke Skywalker.
- El conte William Wilson d'Edgar Allan Poe és una història de Doppelgänger.
- El llibre Point Blanc d'Anthony Horowitz presenta el personatge principal essent forçat a lluitar contra un doble exacte d'ell mateix, llevat per les seves malvades i assassines intencions.

### Videojocs
- En la franquícia de videojocs The Legend of Zelda, el protagonista Link s'enfronta diverses vegades en la saga al seu Costat Fosc, Dark Link.
- Tot i que ni als jocs ni a l'anime de Pokémon es menciona, el pokémon Gengar és el Bessó malvat del pokémon Clefairy.